# Federación Colombiana de Tenis
La Federación Colombiana de Tenis (FCT) o Fedecoltenis es el organismo deportivo en Colombia encargado de la organización, el control y aval de los torneos de carácter tanto nacional como internacional, que se desarrollan dentro del país. Concebida como una entidad sin ánimo de lucro, actualmente cuenta con 20 ligas afiliadas, de las cuales se desprenden cerca de 155 clubes deportivos, públicos y privados de todo el territorio colombiano, que vela por crear un ambiente propicio para la difusión y práctica del tenis. De igual manera, es responsable de entregar, con transparencia, los resultados y estadísticas que surjan de las competiciones que estén a su cargo.
Su visión es convertirse en la Federación modelo a nivel nacional y en Sudamérica, soportado en la utilización y optimización de los recursos para obtener los resultados deportivos que el país espera. En el área de difusión, interactúa con entidades como el Ministerio del Deporte en programas de capacitación y adiestramiento tanto de tenistas como de entrenadores, contribuyendo así al desarrollo del tenis en Colombia.

## Ligas
| Liga                             | Presidente                      | Vicepresidente                       | Clubes Afiliados |
| -------------------------------- | ------------------------------- | ------------------------------------ | --- |
| Liga Antioqueña de Tenis         | Juan Alberto Ortiz Álzate       | Héctor Otálora Castañeda             | 1. Academia de Tenis el Bosque 2. Ánades 3. Campestre el Rodeo 4. Corporación Club Campestre Medellín 5. Country Club de Ejecutivos 6. Inder Envigado 7. Pontificia Bolivariana 8. Universidad de Medellín 9. Club Deportivo Comfama 10. Club Deportivo Universidad de Antioquía 11. Club Deportivo Antioquia Tenis Club 12. Club Deportivo Politécnico Colombiano JIC 13. Club Deportivo Match Point 14. Star Sport Center Deportivo y Academia 15. Club Deportivo Formate 16. Club Deportivo Robledo Tenis Club 17. Club Deportivo Deportenis. |
| Liga de Tenis del Atlántico      | Leonidas Oyaga Gómez            | Elizabeth Margarita Arenas de Duncan | 1. Club Deportivo de Tenis Altántico 2. Club Deportivo Comfamiliar del Atlántico 3. Club Deportivo Country Club 4. Club Deportivo Caujaral 5. Club Deportivo de Tenis Distrital 6. Club Campestre del Caribe |
| Liga de Tenis de Bogotá          | Ernesto Amaya Rey               | David Samudio Gómez                  | 1. A Pleno Tenis 2. América Tenis Club 3. Bogotá Tenis Club 4. Carmel Club Campestre 5. Centro Deportivo Choquenza 6. Club Protenis 7. Club Campestre El Rancho 8. Club Campestre Guaymaral 9. Club de Tenis el Campín 10. Club Del Comercio de Bogotá 11. Club Deportivo Compensar 12. Club Deportivo Distrital 13. Club Deportivo Smash Tenis 14. Club Los Arrayanes 15. Club Los Lagartos 16. Club Militar de Oficiales 17. Club New Play Tennis 18. Club Rincón de Cajica 19. Corporación Club Social y Deportivo Ecopetrol Bogotá 20. Country Club de Bogotá 21. Hatogrande Golf & Tenis Country Club 22. La Pradera de Potosí Club Residencial 23. Profesionales Universidad Nacional Social 24. Tennis Forest Hill Ltda. |
| Liga de Tenis de Bolívar         | Jorge Eduardo Sierra Merlano    | Vicente Celedonio Gutiérrez          | 1. Hechos y No Palabras 2. Elité Tenis 3. Los Corales 4. Cartagena Tenis Club 5. Talentos 6. Vanguardia Deportiva 7. Campestre 8. Palma Real 9. Country Club 10. Club Deportivo Universidad de Cartagena 11. Club Polideportivo Comfenalco |
| Liga de Tenis de Boyacá          | Rodrigo Salinas Barrera         | Hugo Armando Escobar Riveros         | 1. Club Deportivo Colegio Seminario Diocesano 2. Club Deportivo de Tenis el Parque 3. Club Deportivo de Tenis Salamanca 4. Suamox Tenis Club 5. Hunzahua Tenis Club 6. The Four Hills Tenis Club 7. Sogamozo Tenis Club 8. Waldo Tenis Club 9. Club Deportivo Colegio de Boyacá |
| Ligar de Tenis de Casanare       | Erika Monroy                    |                                      | 1. Club Deportivo Drive Club 2. Club Deportivo el Alcaravan 3. Club Deportivo Fixus 4. Club Deportivo Manacor |
| Liga Caldense de Tenis           | Juan Sebastián Giraldo          | Sofia                                | 1. Tenis Club Manizales 2. Gran Slam Villa María 3. Corporación Centro Manizales 4. Universidad Nacional 5. Club Promotor Manisol 6. Club Promotor Loyola 7. Club Promotor Universidad Autónoma |
| Liga Caucana de Tenis            | Jairo de Jesús Uribe F.         | Christian Perafán Simmonds           | 1. Club Campestre de Popayán 2. La Estancia Popayán 3. Universidad del Cauca 4. Club Deportivo Universidad Cooperativa de Colombia |
| Liga de Tenis de Cundinamarca    | Jhon Mauricio Rubio             | Uriel Oquendo                        | 1. Club Deportivo Cajicá Sport 2. Academia Colombiana de Tenis 3. Club Deportivo Parcelación Aposentos 4. Corporación la Hacienda Club 5. Corporación Serrezuela Country Club 6. Club Deportivo Insignia 7. La Estancia Tenis Country Club 8. Pueblo Viejo Country Club 9. Club de Tenis Generaciones del Sol 10. Club Deportivo San Andrés Golf Club 11. Club Deportivo Fox Tenis Girardot 12. Club Deportivo Slam Tenis 13. Club Deportivo el Peñón 14. Club Deportivo ATODOS de Fusagasugá 15. Club Deportivo Semillas del Tenis 16. Club Deportivo de Tenis La Rana de Chía 17. Club Deportivo JE Vallejo 18. Club El Bosque                                                                                                |
| Liga de tenis del Huila          | Francisco Hernando Torres Salas | Orlando Erickson Rivera Ramírez      | |
| Liga de Tenis del Magdalena      | Hernando Valencia               |                                      | 1. Escuela de Tenis Alberto Rosas 2. Couuntry Club Santa Marta 3. Universidad del Magdalena |
| Liga de Tenis del Meta           | Wilson Patiño                   | Fredy Tamayo                         | 1. Corporación Club Villavicencio 2. Club Deportivo Corporación Club Meta 3. Futures Tenis Club 4. Club Deportivo Tenis del Llano 5. Club Deportivo Acacias Tenis Club |
| Liga de Tenis de Nariño          | Fabio Augusto Zarama            | Franco Benavides                     | 1. Club Deportivo Tenis Pasto 2. Club Deportivo Colombia 3. Club del Comercio 4. Club Tenis Los Andes 5. Club Deportivo Valle de Atriz 6. Club Deportivo Universidad del Nariño 7. Deportenis Ipiales Club 8. Daríos Tenis Club |
| Liga Nortesantandereana de Tenis | Carolina Moros                  | Ricardo Montoya González             | 1. Corporación Recreativa Tenis Golf Club 2. Universidad Santander Udes 3. Club Deportivo Academia el Bosque 4. Club Eustorgio Colmenares Baptista 5. Club Academia de Tenis Cúcuta 6. Club Escuela de Tenis Cúcuta 7. Club Deportivo Atem 8. Club Deportivo Rakataka 9. Universidad Francisco de Paula Santander 10. Club Deportivo La Iguana 11. Club Deportivo Comfanorte 12. Club Deportivo Uriel Montoya 13. Academia de Tenis Melkin Pabon 14. Club Deportivo Primer Saque 15. Tenis El Norte 16. Club Deportivo Cirtenis |
| Liga de Tenis del Quindio        | William Amariles C              | Rafael Orozco                        | 1. Asociación Club Campestre de Armenia 2. Corporación Bolo Club 3. Centro Vacacional Comfenalco 4. Academia de Tenis Julio Varón 5. Universidad del Quindío |
| Liga Risaraldense de Tenis       | Juan Diego Montes Posada        | Juan Pablo Hernández Toro            | 1. Club Campestre de Pereira 2. Club Ballestennis 3. Corporación Cultural y Deportiva del Comercio de Pereira 4. Club CORDEP 5. Universidad Tecnológica de Pereira |
| Liga Santandereana de Tenis      | Diana Patricia González         |                                      | 1. Asociación Deportiva Club Campestre de Bucaramanga 2. Club Deportivo Ruitoque Golf Country Club 3. Corporación Social, Recreativa y Deportiva Unión 4. Club Deportivo Smash Tenis Club 5. Corporación de Empleados Petroleros y Afines Club Internacional 6. Club Miramar 7. Club Social, Cultura y Deportivo Infantas 8. Comfenalco Santander |
| Liga de Tenis de Tolima          | Hernando Álvarez Urueña         | Marcela Pardo                        | 1. Club Campestre de Ibagué 2. Club Ibagué "Los Ocobos" 3. Club Roland Garros 4. Club Deportivo Match Point 5. Comfatolima 6. Universidad de Ibagué 7. Club Real Dulima |
| Liga Vallecaucana de Tenis       | Mauricio Naranjo García         | Germán Suárez                        | 1. Club Campestre de Cali 2. Club Campestre Farallones 3. Club Campestre de Palmira 4. Club Campestre de Cartago 5. Comfenalco Cañasgordas 6. Club de Tenis Cali 7. Corporación Club Campestre los Andes 8. Club Deoirtivo Advance Tenis Sport Club 9. Club Deportivo Tenis Master 10. Club Deportivo Tennis Up 11. Club Deportivo Remix Tenis - Academia 12. Club Derpotivo Campo Verde |

## Jugadores profesionales

### ATP Individuales
| Nombre             | Fecha de nacimiento     | Departamento    | Juego                       | Puesto actual en el Ranking ATP | Entrenador     | Miembro de        |
| ------------------ | ----------------------- | --------------- | --------------------------- | ------------------------------- | -------------- | ----------------- |
| Santiago Giraldo   | 27 de noviembre de 1987 | Risaralda       | Derecho                     | 132                             | José Checa     | Equipo Sanitas    |
| Alejandro González | 7 de febrero de 1989    | Antioquia       | Derecho                     | 158                             | Pablo González | Grupo Argos       |
| Eduardo Struvay    | 17 de diciembre de 1990 | Risaralda       | Derecho                     | 196                             | Eric Prodon    |                   |
| Alejandro Falla    | 14 de noviembre de 1983 | Valle del Cauca | Zurdo                       | 262                             | José de Armas  | Equipo Colsanitas |
| Nicolás Barrientos | 24 de abril de 1987     | Valle del Cauca | Derecho y revés a dos manos | 311                             |                |                   |
| Cristian Rodríguez | 26 de junio de 1990     | Bogotá          | Revés a dos manos           | 499                             |                |                   |

### ATP DOBLES
| Nombre               | Fecha de nacimiento | Departamento    | Juego   | Puesto actual en el Ranking ATP de dobles | Entrenador   | Miembro de        |
| -------------------- | ------------------- | --------------- | ------- | ----------------------------------------- | ------------ | ----------------- |
| Robert Farah         | 20 de enero de 1987 | Valle del Cauca | Derecho | 27                                        | Jeff Coetzee | Equipo Colsanitas |
| Juan Sebastián Cabal | 25 de abril de 1986 | Valle del Cauca | Derecho | 27                                        | Jeff Coetzee | Equipo Colsanitas |

### WTA
| Nombre                     | Fecha de nacimiento     | Departamento       | Juego                       | Puesto actual en el Ranking WTA | Miembro de        |
| -------------------------- | ----------------------- | ------------------ | --------------------------- | ------------------------------- | ----------------- |
| Mariana Duque Mariño       | 12 de agosto de 1989    | Cundinamarca       | Derecha                     | 77                              | Equipo Colsanitas |
| María Fernanda Herazo      | 22 de marzo de 1997     | Atlántico          | Revés a dos manos           | 703                             |                   |
| Yuliana Lizarazo           | 23 de mayo de 1993      | Norte de Santander | Derecha y revés a dos manos | 792                             |                   |
| Sofía Múnera               | 7 de mayo de 1999       | Risaralda          | Revés a dos manos           | 986                             |                   |
| Emiliana Arango            | 28 de noviembre de 2000 | Antioquia          | Revés a dos manos           | 986                             |                   |
| María Paulina Pérez García | 10 de enero de 1996     | Atlántico          | Derecha                     | 1104                            |                   |
| Laura Rico                 | 7 de mayo de 2000       | Cundinamarca       | Revés a dos manos           | 1119                            |                   |
| Paula Andrea Pérez García  | 10 de enero de 1996     | Atlántico          | Revés a dos manos           | 1246                            |                   |

## Organización
La Federación Colombiana de Tenis cuenta con una estructura funcional y operativa

### Estructura Funcional
La Estructura Funcional está conformada en orden jerárquico.
En primer lugar por Ligas Afiliadas, Asamblea de Afiliados y el Revisor Fiscal. En segundo lugar por la Comisión Disciplinaria, Colegio de Árbitros y Jueces, Comité Ejecutivo y Comisión Técnica. En tercer lugar el presidente y como cuarto lugar el Gerente.

### Estructura Operativa
La Estructura Operativa está conformada en orden jerárquico, encabezada por el presidente, seguida del Gerente, después por el Secretariado, archivo y correspondencia, y por último están los departamentos (Departamento de Comunicación, Capacitación y Desarrollo, Técnico, Comercial y Financiero y Contable), el Almacén Deportivo y el Centro de Alto Rendimiento (CAR).

### Comisión Técnica
| Personal               | Departamento          |
| ---------------------- | --------------------- |
| Héctor Monroy Escudero | Antioquia             |
| Ana Lucía Tenorio      | Valle                 |
| Hernando Aguirre       | Bogotá (Cundinamarca) |
| Catalina Castaño       | Risaralda             |
| Jesús Sánchez          | Norte de Santander    |

### Equipo de Trabajo
| Personal                  | Cargo                                                                                      |
| ------------------------- | ------------------------------------------------------------------------------------------ |
| Gabriel Sánchez Sierra    | Presidente                                                                                 |
| Carlos Ortiz Sotelo       | Gerente                                                                                    |
| Luz Nancy Cárdenas        | Directora Financiera y Contable                                                            |
| Armando González Silva    | Director de Capacitación y Desarrollo                                                      |
| Emilio Ibáñez Salazar     | Director Departamento Técnico                                                              |
| David Rodríguez Cubides   | Departamento Técnico                                                                       |
| Juan Pablo Hernández Toro | Director de Torneos Profesionales                                                          |
| Carolina Mena Guerrero    | Directora de Prensa y Comunicaciones                                                       |
| Fabián Valeth Orozco      | Periodista                                                                                 |
|                           | Asistente de Gerencia y Contable                                                           |
| Miguel Gallo Rodríguez    | Asistente Administrativo                                                                   |
| Nelson Cárdenas Gallo     | Director Técnico y Comercial - Centro de Alto Rendimiento                                  |
| Diana Rodríguez           | Coordinación Administrativa y Financiera - Centro de Alto Rendimiento                      |
| Ángela Cruz               | Coordinación Administrativa y Financiera - Centro de Alto Rendimiento                      |
| Olga Rodríguez Ochoa      | Administradora Almacén Deportivo - Centro Alto Rendimiento                                 |
| Julián Mauri              | Coordinador General Área de Preparación Física - Departamento de Capacitación y Desarrollo |